# مایندشیر
مایندشیر (انگلیسی: Mindshare) شرکت تبلیغات آمریکایی بریتانیایی است، که در سال ۱۹۹۷ تأسیس شد.